# Alva C. Ellisor
Alva Christine Ellisor (Galveston, 26 de abril de 1892 – 22 de setembro de 1964) foi uma geóloga e estratígrafa norte-americana.
É considerada a primeira mulher estratígrafa dos Estados Unidos.

## Biografia
Ellisor nasceu em Galveston, no Texas, em 1892. Era filha de William Lee Ellisor e Emma J. (Osterman) Ellisor. Aos 8 anos, sobreviveu ao furacão de 1900 em Galveston, que acabou matando seus dois irmãos mais novos. Ela e a mãe foram resgatadas do telhado da casa pelos bombeiros. Oradora de sua turma, em 1915, ela se formou com honras no curso de geologia da Universidade do Texas em Dallas, sendo uma das únicas mulheres da turma.
Depois de se formar, Ellisor começou a lecionar no ensino médio na Ball High School, em Galveston. Ficou na escola por pouco tempo, pois decidiu retornar para a faculdade a fim de continuar os estudos para se tornar professora universitária. No mesmo período em que Ellisor voltou para a universidade, ela começou a fazer pesquisa na área de geologia com a supervisão de dois professores, Francis L. Whitney e Hal P. Bybee.
Um de seus primeiros artigos foi publicado em 1918, sobre vários fósseis por ela descobertos. Estes mesmos fósseis foram depois publicados no livro Texas Cretaceous Fossils, de W.S. Adkin (1928). Em 1918, Ellisor era professora de geologia na Universidade do Kansas e em 1919 começou a trabalhar no Serviço Geológico do Kansas.

## Carreira
Em 1920, Ellisor trocou de área e começou a trabalhar na Humble Oil & Refining Company, onde foi contratada pelo geólogo Wallace Pratt, para projetar um laboratório de pesquisasse o desenvolvimento de petróleo e gás natural, bem como outros minerais. Foi na área de pesquisa de petróleo que Ellisor desenvolveu a maior parte de suas pesquisas e se tornou conhecida e respeitada na área. Seu pioneirismo atraiu muitas mulheres para a área.
Ellisor criou um laboratório para estudar o Cretáceo e o Cenozoico e meses após a abertura, ela fez uma grande descoberta sobre foraminíferos, em um dos poços de petróleo em Goose Creek, na Carolina do Sul. Seu estudo indicou a presença de antigos recifes de coral no domo de sal de Damon Mound, no Condado de Brazoria, no Texas.
Ela foi uma das primeiras a ver o potencial do uso de foraminíferos para correlacionar rochas de poços de perfuração. Essas descobertas seriam a base para algumas de suas maiores conquistas científicas nos anos seguintes. Ellisor descobriu vários novos foraminíferos: pelo menos quinze novas espécies e sete variedades.
Apesar de suas contribuições, ela nunca foi creditada por sua descoberta sober foraminíferos em The Trek of the Oil Finders de Edgar Owen, que creditou exclusivamente J.A. Udden, Edwin T. Dumble, Joseph Augustine Cushman e Jesse J. Galloway. No entanto, os quatro só puderam concluir suas descobertas pela pesquisa da própria Ellisor, bem como de suas co-autoras Esther Applin e Headwig Thusnelda Kniker. Ellisor, juntamente com Applin e Kniker, propuseram a ideia de usar microfósseis para localizar e encontrar poços de petróleo.
Ellisor continuou a ser influente por conta própria, tendo seu trabalho publicado por muitas organizações geológicas reconhecidas nos Estados Unidos. De suas muitas realizações, algumas de seus maiores cargos na ciência foram ser membro da Sociedade Geológica da América e vice-presidente da Sociedade Geológica de Houston por dois anos.

## Últimos anos e morte
Ellisor trabalhou para a Humble Oil & Refining Company por 20 anos, até se aposentar em 1947. Engajada em ações filantrópicas por toda sua carreira, Ellisor doou três mil livros para a biblioteca da Universidade do Texas.

### Morte
Ellisor morreu em 22 de setembro de 1964, em Galveston, no Texas, aos 72 anos. Seu corpo foi cremado e as cinzas entregues para a família.

## Prêmios e homenagens
- 1924 - vice-presidente do Serviço Geológico de Houston[8]
- 1930 - vice-presidente da Sociedade Geológica de Houston
- 1941 - vice-presidente da Sociedade de Geologia Sedimentar
- 1948 - membro honorário da Sociedade Geológica de Houston